# 今井繪理子
今井绘理子（日语：／ Imai Eriko，1983年9月22日—），生於日本沖繩那霸市，歌手及政治人物，知名女子團體SPEED的主唱之一及ERIHIRO的成員，於2016年7月當選日本參議院的議員。畢業於八雲學園高等學校。

## 經歷
出生于冲绳那霸市，血型屬O型。5岁时就开始在冲绳演艺学校进行表演学习，在冲绳演艺学校中，担任组合Brand New Kids的主唱。1999年开始以“Eriko with Crunch”之名开始活动，发行了4张单曲，之后以今井绘理子的名义发行6张单曲，還有1张专辑。
除了音乐方面，今井绘理子也积极参与电视剧，电影及舞台剧的演出。1999年，其主演的電視劇《LXIXVXE》深受好评，同样在剧中参演的柴咲幸，星野真理，内山理名等当时还只是小配角。
2015年8月，與SPEED團員島袋寬子另組新團「ERIHIRO」，新單曲〈Stars〉於同月26日發行。
2016年2月9日，日本自由民主黨宣佈提名今井繪理子為2016年參議院選舉比例代表議席候選人之一。2016年7月10日確定當選參議員。2022年7月10日當選連任參議員。

## 個人生活
2004年今井与175R的主唱SHOGO奉子成婚，同年10月18日長子出生。2007年9月24日因两人家庭目标不一致而离婚。2008年8月31日，今井在電視節目中表示兩人所生的長子患有聽障。
2017年7月27日發行的週刊新潮8月3日版報導，今井與自民党神戶市議會議員橋本健可能有婚外情關係。今井對此報導予以否定，但橋本承認報導所述「基本是事實」。

## 音樂作品

### 单曲

#### Eriko with Crunch名義
- 1998.10.28 『冷たくしないで』
- 1999.5.19 『EVERYDAY,BE WITH YOU』
- 2000.3.15 『Red Beat Of My Life』
- 2000.8.2 『Luv is Magic』

#### 個人名義
- 2000.11.22 『in the Name of Love』
- 2001.3.7 『identity』
- 2001.6.6 『Set Me Free!』
- 2002.1.23 『Don't stop the music』
- 2002.7.10 『Our Relation』
- 2003.7.2 『Butterfly』
- 2011.11.16 『なんくるないさぁ』
- 2012.11.14 『はなかっパレード / はなかっパラダイス』

#### elly名義
- 2005.9.22 『star』
- 2006.5.13 『journey』

#### ERIHIRO名義
- 2015.8.26〈Stars〉

### 专辑
- 2001.7.18 『My Place』
- 2004.11.25 『Single Collection ～Stairway～』
- 2009.4.29 『うたごえ(歌聲)』
- 2013.9.4 『just kiddin'』

#### elly名義
- 2006.9.27 『Neverland』

#### visionfactory合輯
- 2007.11.21 『CHRISTMAS HARMONY』- 雪空Letter
- 2008.02.13 『Spring Harmony』- 始まりのキス

## DVD
- 2001.12.19 『My Place ON FILMS』
- 2007『a gift for you elly LIVE 2006 ～Neverland～』
- 2007.11.21 『雪空Letter Vision Factory V.A. CHRISTMAS HARMONY』
- 2008.2.13 『始まりのキス Vision Factory V.A. SPRING HARMONY』
- 2008.2.14 『a gift for you vol.2 elly LIVE 2007 ～instinct～』
- 2011.2.22 『今井絵理子 LIVE 2010 〜Your Selection〜』

## 戲劇演出

### 电视剧
- TBS《LXIXVXE》
- NTV《新宿暴走救急隊(當時今井繪理子與上原多香子共同特別客串演出新宿暴走救急隊第7集)》
- NHK綜合台《口紅》（港譯《飛躍紅粧》）

### 电影
- 「ドリームメーカー」
- 「陰陽師」
- 「陰陽師2」
- 「ぼくの孫悟空」（劇場版・声優）
- 「讓葉」
- 網路鬼美眉

### 舞台剧
- 「NINAGAWA火の鳥」
- 「FOOT LOOSE」
- 「スター誕生」